# لاس مارگاریتاس، چیاپاس
لاس مارگاریتاس (به اسپانیایی: Las Margaritas, Chiapas) از شهرهای کشور مکزیک است که در ایالت چیاپاس قرار دارد و جمعیت آن طبق سرشماری سال ۲۰۱۰ میلادی ۲۰٬۷۸۶ نفر بوده است.